# 955 Алстеде
955 Алстеде (1921 JV, 1946 OF, 1955 TY, 1966 DF, 955 Alstede) — астероїд головного поясу, відкритий 5 серпня 1921 року.
Тіссеранів параметр щодо Юпітера — 3,334.